# PAZ-3201
Der PAZ-3201 (russisch ПАЗ-3201) ist ein geländegängiger Minibus mit Allradantrieb des sowjetischen Herstellers Pawlowski Awtobusny Sawod. Das Fahrzeug wurde von 1972 bis 1989 in Serie produziert und basiert auf dem weit verbreiteten PAZ-672, welcher die normale Straßenversion ohne Geländefahrwerk ist.

## Historie

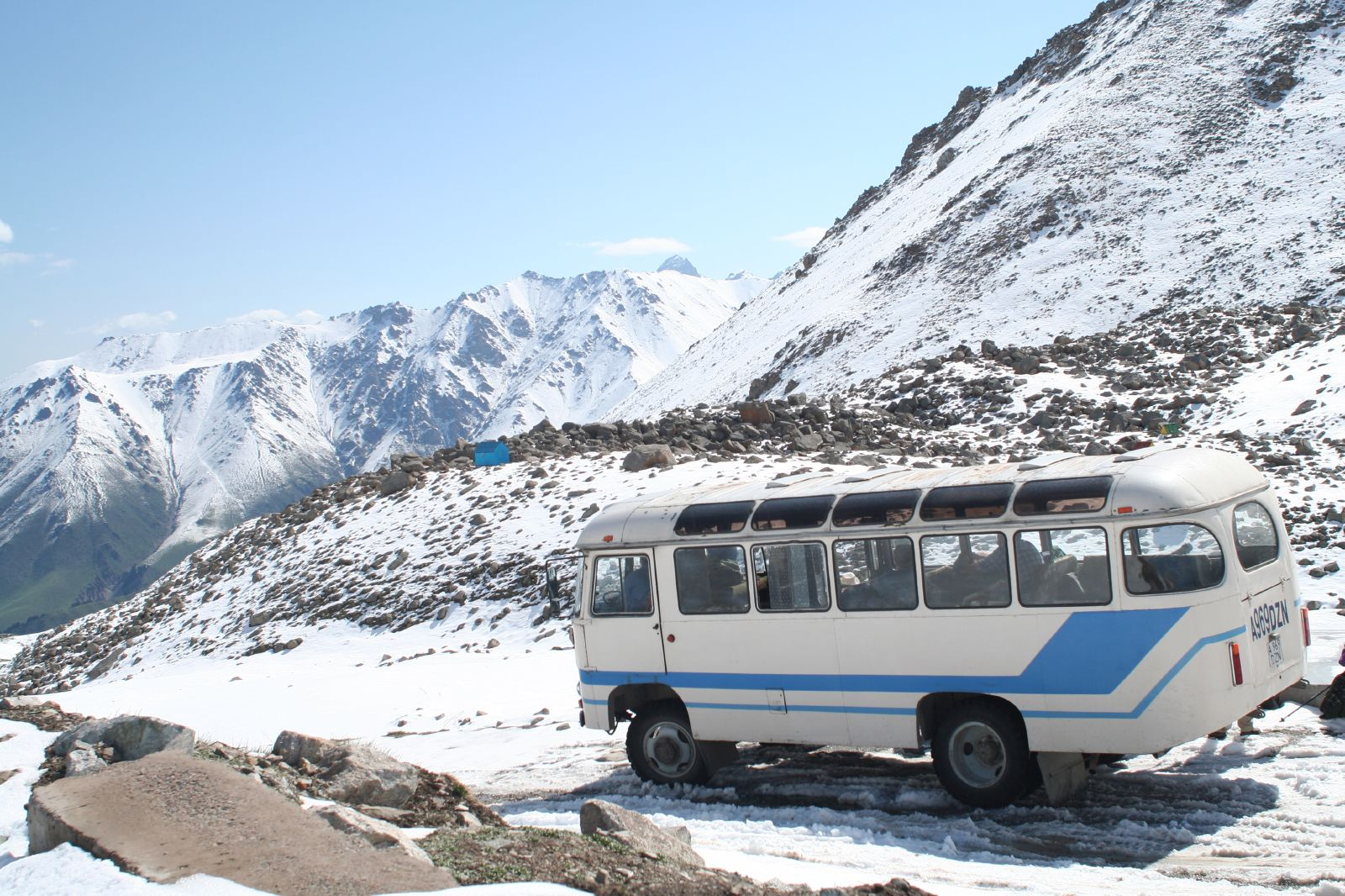
Ein PAZ-3201 auf einem Pass in den Bergen Kasachstans (2007)

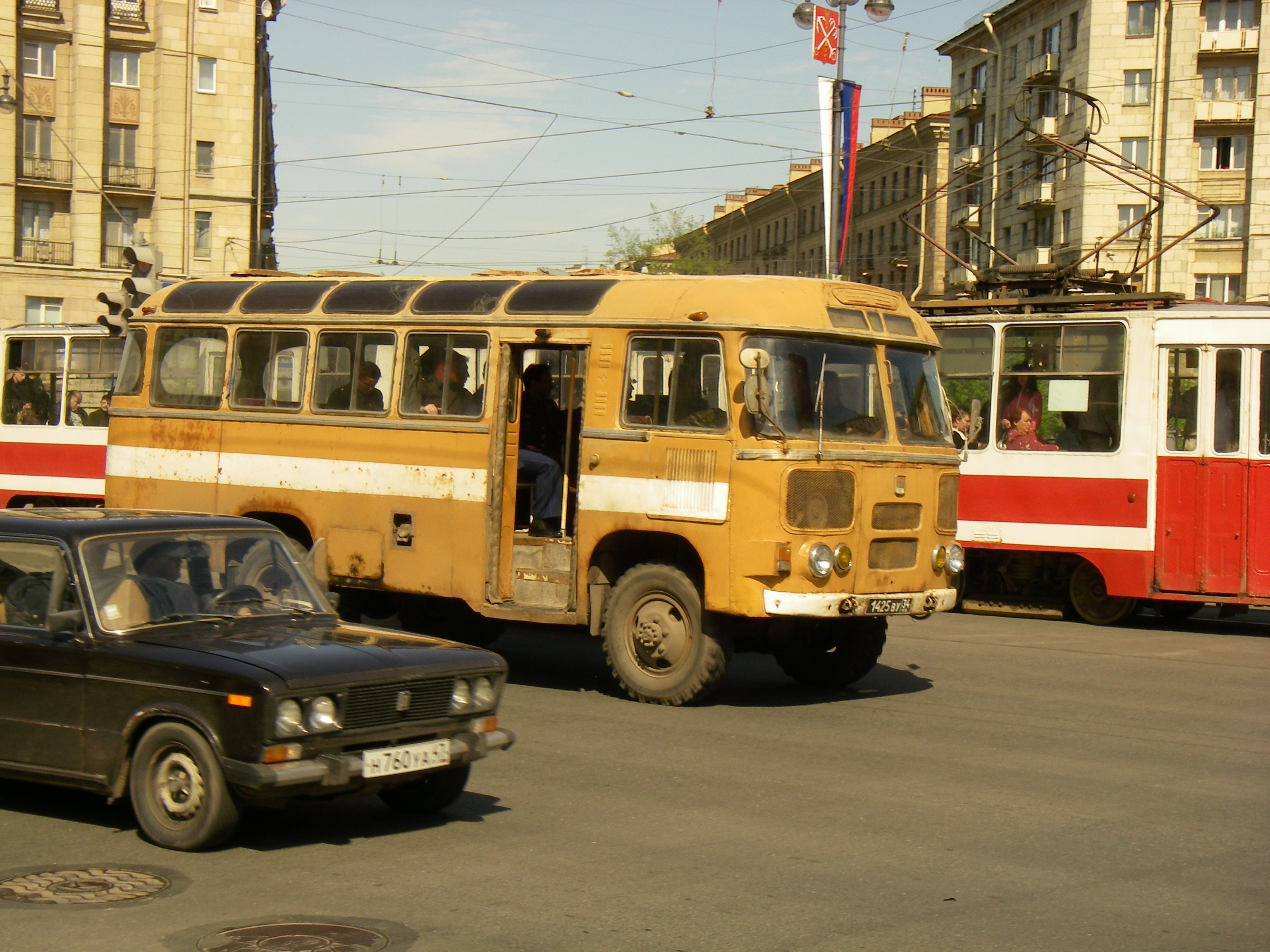
Ein PAZ-3201 im Stadtverkehr Moskaus. Zu erkennen ist, dass das Fahrzeug nur eine Passagiertür besitzt

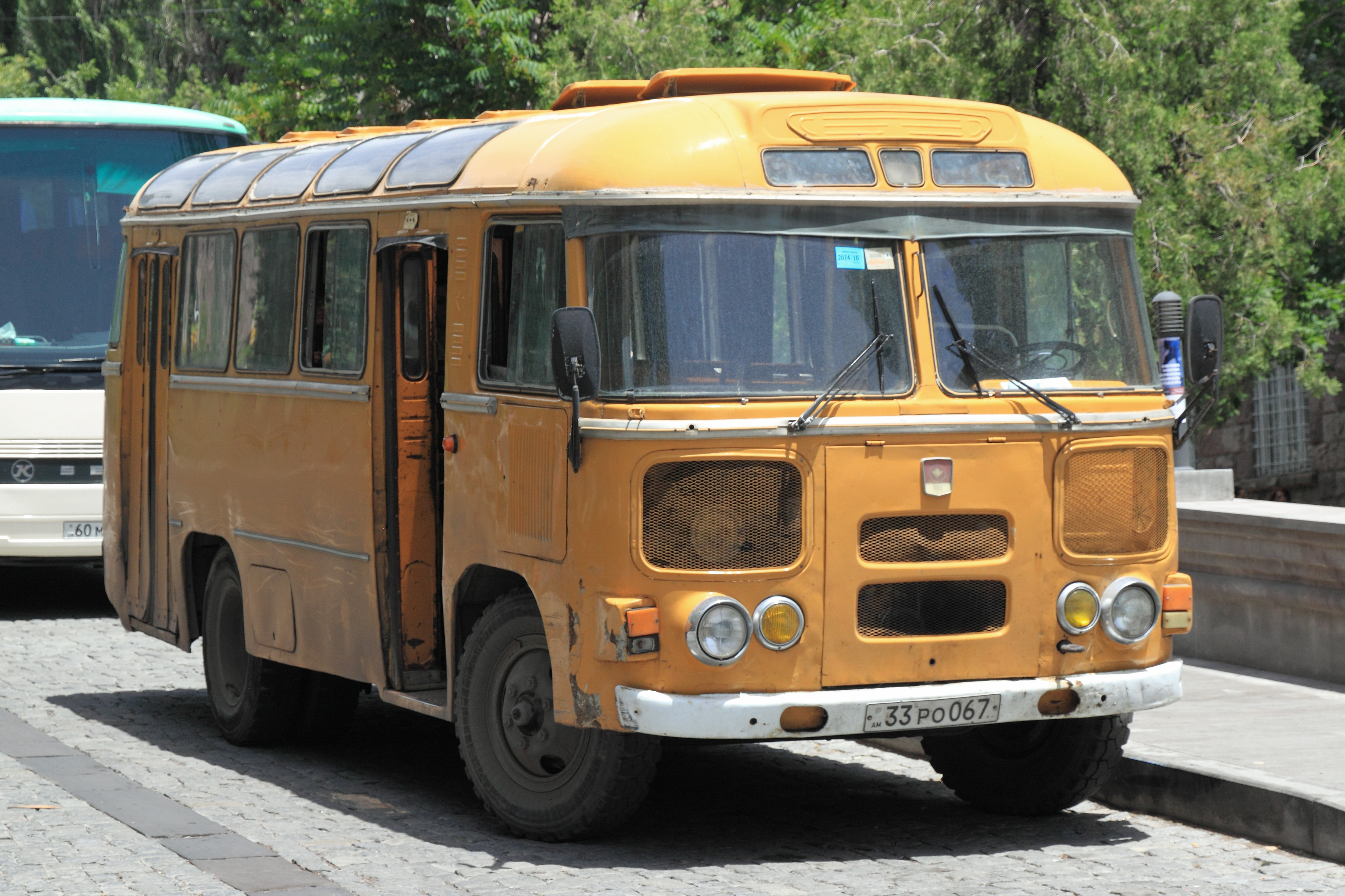
Ein PAZ-672 in Jerewan, die Straßenvariante des PAZ-3201 ohne Allrad

Bereits 1966 wurde bei PAZ begonnen, vom geplanten Modell PAZ-672 auch Prototypen mit Allradantrieb zu fertigen. Dazu erhielt die Standardkarosse als Unterbau das Fahrwerk des geländegängigen Lastwagens GAZ-66, der bereits seit 1964 in der Massenproduktion war. Gleichzeitig wurde die hintere Passagiertür entfernt und drei zusätzliche Sitze kamen an den Platz des früheren Ausstiegs. Diese Änderung war im Einsatzzweck des Fahrzeugs begründet: Der Allradbus war für ländliche Regionen bestimmt, nicht für den Stadtverkehr. Entsprechend spielte ein zügiges Ein- und Aussteigen keine so große Rolle wie die zusätzliche Sitzplatzkapazität. Im Gegensatz zum Lastwagen erhielt der Bus jedoch keine Niederdruckreifen, sondern die gewöhnliche Bereifung der Straßenausführung. 1968 wurde das Fahrzeug neuen Normen gemäß in PAZ-3201 umbenannt. Da das Grundmodell PAZ-672 bereits in der Massenproduktion war, verzichtete PAZ bei diesem auf eine Änderung der Nummer.
1972 wurde in Pawlowo mit der Serienproduktion des PAZ-3201 begonnen. Bis zu diesem Zeitpunkt waren etwa 50 Vorserienexemplare gebaut worden. Bis 1982 liefen 4680 Exemplare vom Band, etwa 1800 Stück davon in der speziellen Ausführung PAZ-3201S für nördliche Gebiete. Es folgte, wie beim Grundmodell auch, eine kleinere Überarbeitung. Ab diesem Zeitpunkt wurde der Bus als PAZ-320101 bezeichnet. Ursprünglich war geplant, die Ausführung für kalte Gegenden in PAZ-320101 umzubenennen, also nur durch die Kleinschreibung der letzten beiden Ziffern zu unterscheiden. Dies stieß jedoch auf Widerstand. Es wurde befürchtet, die Verwechslungsgefahr könne zu hoch sein. So blieb es letztlich bei der alten Bezeichnung PAZ-3201S, obwohl die Überarbeitungen auch bei dieser Variante in Kraft traten. Die Fahrzeuge wurden in roter oder oranger Farbgebung ausgeliefert, um sie in Notfällen in abgelegenen Regionen leichter wieder auffinden zu können.
Bis 1989 wurden insgesamt 13.874 Exemplare aller Versionen gebaut, darunter 6114 PAZ-3201S (aller Baujahre) und etwa 4200 Stück des überarbeiteten Modells PAZ-320101 (ohne PAZ-3201S). Obwohl Bemühungen um einen Nachfolger mindestens seit 1988 stattfanden, wurde erst 1995 der PAZ-3206 in die Serienfertigung übernommen.

## Modellvarianten
- PAZ-672WP – Serie erster Prototypen, 1966–1971 gebaut. Ab 1968 in PAZ-3201 umbenannt.
- PAZ-3201 – Basismodell, 1972 bis 1982 produziert.
- PAZ-320101 – Basismodell, 1982 bis 1989 hergestellt.
- PAZ-3201S – Modell für besonders kalte Regionen. Prototypen ab 1973, in Serie gebaut 1975–1989.
- PAZ-3201UM – Prototyp von 1979 mit zwei Fahrgasttüren, nur ein Exemplar wurde gebaut.
- PAZ-3201UPP – Einzelanfertigung von 1981, nur ein Exemplar gebaut. Der Innenraum wurde so gestaltet, dass er der Weiterbildung von Personal eines Betriebes diente (Einbau von Tischen, Filmprojektoren).
- PAZ-3201PS – Ein rollendes Restaurant, 1983 wurden zwei Exemplare hergestellt.

## Technische Daten
Für das Grundmodell PAZ-3201.
- Motor: V8-Ottomotor
- Motortyp: ZMZ-672 (baugleicht mit dem Motor des Lastwagens GAZ-53A)
- Hubraum: 4,25 l
- Leistung: 85 kW (115 PS)
- Drehmoment: 290 Nm
- Getriebe: mechanisch, 4 Vorwärtsgänge
- Untersetzung: Zweistufiges Verteilergetriebe
- Höchstgeschwindigkeit: 80 km/h
- Verbrauch: 24,2 l/100 km*
- Tankinhalt: 2×105 l
- Türen: 1 (+ Fahrertür)
- Türbreite: 724 mm
- Antriebsformel: (4×4)

Abmessungen und Gewichte
- Länge: 7150 mm
- Breite: 2390 mm
- Höhe: 2964 mm
- Radstand: 3600 mm
- Bodenfreiheit: 265 mm
- Spurweite vorne: 1800 mm
- Spurweite hinten: 1690 mm (Doppelbereifung)
- Leergewicht: 4860 kg
- Zuladung: 2295 kg
- Zulässiges Gesamtgewicht: 7155 kg
- Sitzplätze: 26+1

* Der Verbrauch ist nur bedingt aussagekräftig, da er auf befestigter Straße bei konstanten 60 km/h ermittelt wurde. Deutlicher hingegen ist der Fakt, dass im Gegensatz zur Straßenvariante ein zweiter Kraftstofftank mit 105 Liter Fassungsvermögen verbaut ist.